# ألكسندرا كولونتاي
ألكساندرا دومونتوفتش  (1872-1952) شيوعية ثورية روسية من أبرز نساء الحركة الشيوعية الروسية ولدت لأب بلقاري يحمل رتبة عقيد في الجيش الروسي بمدينة سان بطرسبرغ، وتزوجت المهندس فلاديمير كولونتاي وغادرت روسيا إلى ألمانيا، ودرست الاقتصاد السياسي في زيوريخ.
أسهمت في الحركة الاشتراكية الديمقراطية الألمانية، وتوثقت صلاتها بأبرز قادتها، وبخاصة روزا لكسمبورغ وكلارا زتكن. أما على صعيد السياسة الثورية الروسية، فقد وقفت كولونتاي إلى جانب المناشفة خلال انشقاق الحزب عام 1903. ولم تنضم إلى البلاشفة إلا خلال الحرب العالمية الأولى وهي أول امرأة في العالم تشغل منصب وزير عندما عينت على رأس وزارة الشئون الاجتماعية في أول حكومة بلشفية برئاسة لينين وقد توفيت كولونتاي في موسكو عام 1952 ولها من العمر ثمانون عاما.
خاضت كولوتاي في السياسة الراديكالية في تسعينيات القرن التاسع عشر وانضمت إلى حزب العمل الاشتراكي الديمقراطي الروسي (RSDLP) في عام 1899.
أسست كولونتاي جيناديل أو ما تُعرف بقطاع المرأة في أمانة اللجنة المركزية للحزب الشيوعي السوفيتي (البلاشفة) في عام 1919 والتي عملت على تحسين وضع المرأة في الاتحاد السوفيتي.

## السيرة الشخصية

### حياتها المبكرة
ولدت ألكسندرا ميخائيلوفنا دومونتوفيتش في 31 من شهر مارس في مدينة سانت بطرسبرغ.
انحدر والدها الجنرال ميخائيل ألكسيفيتش دومونتوفيتش من عائلة أوكرانية ترجع أصولها إلى القرن الثالث عشر وكان ضابطًا في الحرب الروسية التركية وعُين حاكمًا مؤقتًا لمدينة تارنوفو البلغارية بعد أن أثبت فعالية مشاركته في الحرب ثم أصبح قنصلًا عسكريًا في مدينة صوفيا عاصمة بلغاريا. تمتع والد ألكسندرا بآراء سياسية ليبرالية وكتب دراسة عن الحرب الروسية التركية التي شارك فيها لكن الرقباء صادروها لأنه لم يشير إلى حماس الجنود الروس.

كانت ألكسندرا ميخائيلوفنا -أو كما تُعرف بـ شورا- قريبةً من والدها الذي ورثت عنه العزيمة والإصرار والاهتمام بالتاريخ والسياسة، لكن علاقتها مع والدتها -التي سُميت باسمها- معقدة بعض الشيء. ذكرت ألكسندرا فيما بعد:
كانت والدتي متطلبة ومربيتي كذلك إذ كان عليّ ترتيب ملابسي بنفسي وكانتا تشددان على مواظبتي على دروسي في الوقت المحدد ومعاملة الخدم باحترام، كل ذلك كان بناءً على طلبات أمي.
كانت ألكسندرا طالبة مجتهدة نشأت على خُطى والدها وشاركته اهتمامه بالتاريخ وأتقنت عددًا من اللغات إذ تحدثت الفرنسية مع والدتها وشقيقاتها، والإنجليزية مع مربيتها والفنلندية من الفلاحين الذين كانوا يعملون عندهم وتعلمت الألمانية من خلال دراستها.
سعت ألكسندرا إلى مواصلة تعليمها في الجامعة إلا أنها واجهت رفضًا شديدًا من والدتها بحجة عدم أهمية التعليم للمرأة وإن المنتمين إلى الجامعات يزرعون الأفكار المتطرفة في عقول الطلبة.

التقت ألكسندرا في عام 1890 عندما كانت تبلغ من العمر 19 عامًا بابن عمها وزوجها المُستقبلي الطالب في كلية الهندسة فلاديمير لودفيجوفيتش كولونتاي، لكن زواجها منه واجه رفضًا شديدًا من قِبل والدتها لأن الشاب كان فقيرًا وإمكانياته محدودة. أصرت ألكسندرا على زواجها منه وقالت بأنها ستعمل مدرسةً للمساعدة في تغطية نفقاتهما لكن والدتها سخرت منها مرارًا وقالت:
أنت لا تستطيعين توضيب سريركِ وتسيرين في المنزل مثل الأميرات ولا تساعدين الخدم أبدًا في عملهم، أنت مثل والدك تمامًا تتجولين وتتركين الكتب على الكراسي وطاولات المنزل!
مُنعت ألكسندرا من هذه العلاقة في النهاية وأرسلوها إلى أوروبا الغربية لتنسى فلاديمير، لكنهما ظلا على تواصل كل تلك الفترة وتزوجا في 1893، حملت ألكسندرا بعد زواجها بفترة قصيرة وأنجبت ابنها ميخائيل في 1894. كرست ألكسندرا وقتها بعد ذلك في قراءة الأدب السياسي والماركسي وكتابة الروايات.

### وفاتها
توفيت الكسندرا كولونتاي في موسكو عام 1952 بعد شهر من عيد ميلادها الثمانين. كانت العضو الوحيد في اللجنة المركزية للبلاشفة التي قادت ثورة أكتوبر وغيرت الحياة في الخمسينيات من القرن الماضي على عكس ستالين وداعمه المخلص ماتفي مورانوف.

## مساهماتها في النسوية الماركسية
عارضت كولونتاي الأيديولوجية النسوية الليبرالية لأنها كانت ذات أفكار ماركسية واعتبرتها برجوازية، لكنها ناصرت حرية المرأة. وآمنت بأن التغيير لن يحدث إلا بتغير النظام الاجتماعي والاقتصادي وعلى هذا الضوء اعتبرت ألكسندرا كولونتاي شخصيةً رئيسةً في النسوية الماركسية.

## روابط خارجية
- ألكسندرا كولونتاي على موقع IMDb (الإنجليزية)
- ألكسندرا كولونتاي على موقع الموسوعة البريطانية (الإنجليزية)
- ألكسندرا كولونتاي على موقع مونزينجر (الألمانية)
- ألكسندرا كولونتاي على موقع ديسكوغز (الإنجليزية)